# Olympus
Olympus Corporation (オリンパス株式会社 Orinpasu Kabushiki-Gaisha"?) es una compañía japonesa especializada en óptica e imagen. Olympus fue fundada en 1919, y su sede social se encuentra en Tokio, Japón. Su base de operaciones en Estados Unidos se encuentra en Allentown (Pensilvania). Las oficinas Olympus Europa se encuentran en Hamburgo, Alemania, de la que depende Olympus Optical España, radicada en Barcelona. 
El nombre de la compañía se basa en el «Olimpo», hogar de los dioses de la mitología griega (véase Monte Olimpo). 
Olympus posee una gran tradición en diseño y fabricación de cámaras fotográficas y lentes. La primera cámara realmente innovadora de Olympus fue el sistema PEN, lanzada en 1959. Con un formato de 18x24mm, fue una de las cámaras más compactas y portátiles de su época. El grupo de diseño del sistema PEN estuvo liderado por Yoshihisa Maitani.

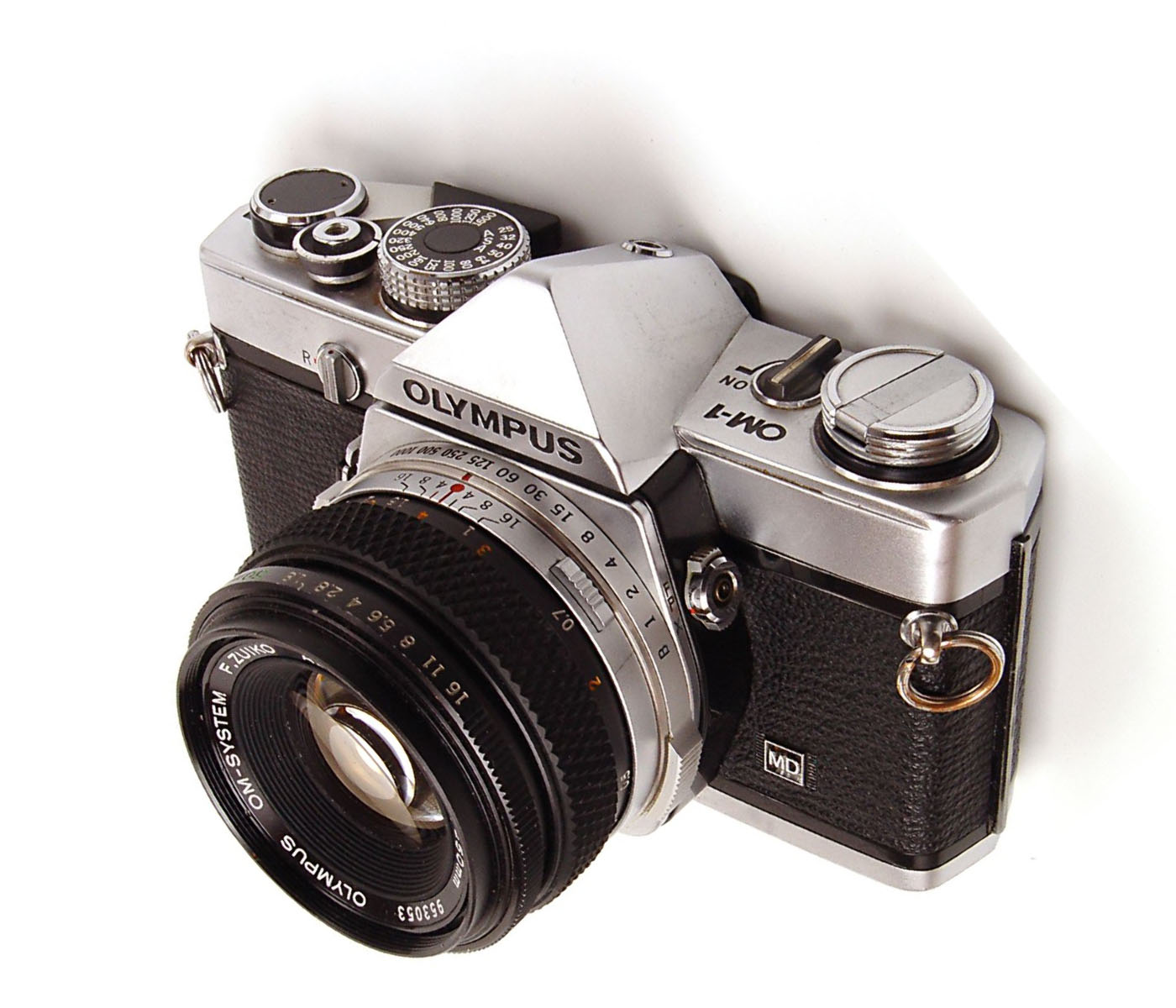
Olympus OM-1, réflex de 35mm.

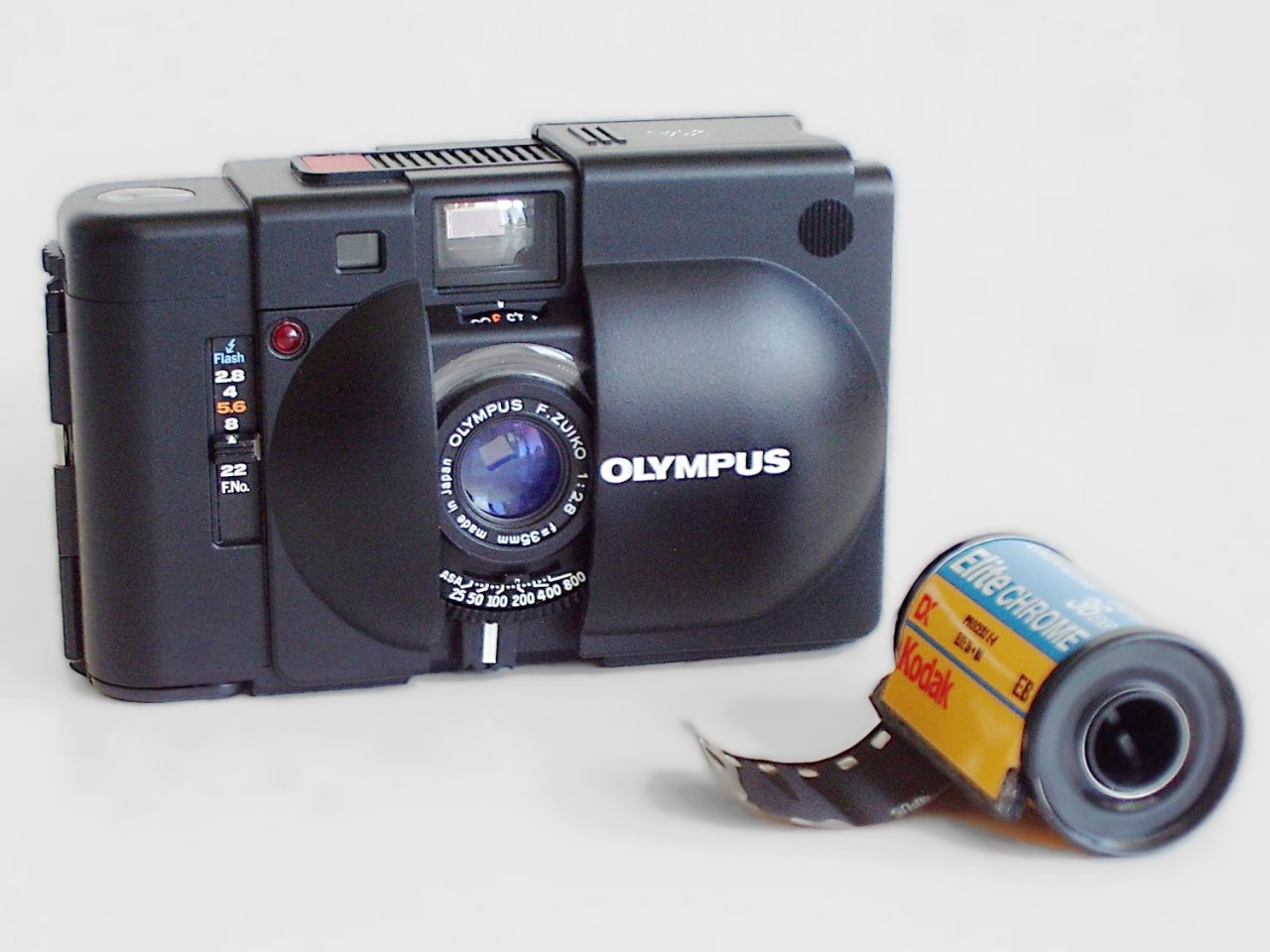
Olympus XA, compacta de 35mm.

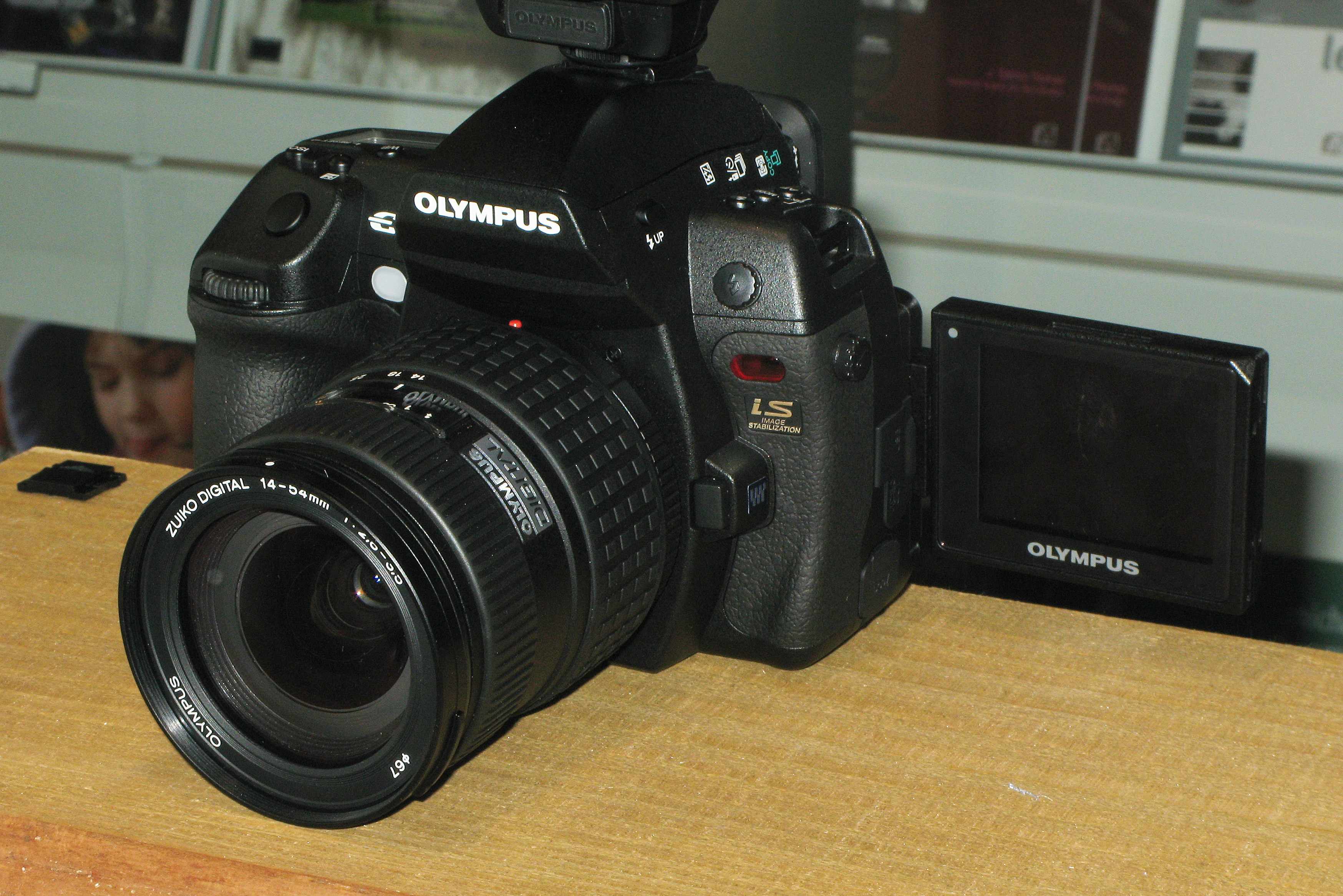
Olympus E-3, digital Cuatro Tercios.

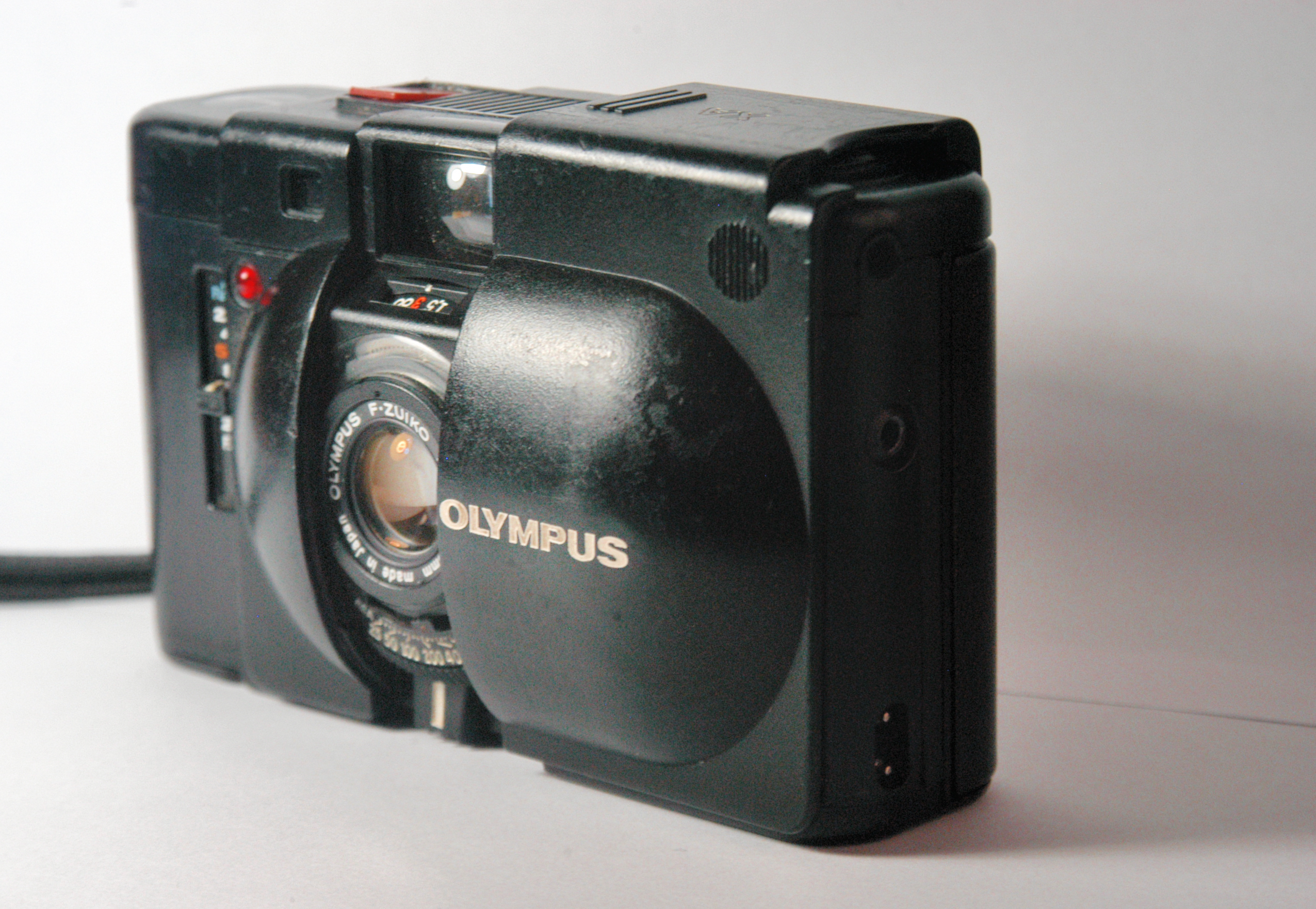
Olympus XA.

Con ese mismo espíritu, el mismo equipo creó el revolucionario sistema OM, un sistema profesional basado en 35mm "full frame" pensado para competir con las superventas de Nikon y Canon. El sistema OM trajo consigo una nueva tendencia de cámaras más compactas con características nuevas como el sistema de medición de la luz TTL ("Through The Lens", es decir, a través del objetivo) o el flash automático. El sistema OM llegó a tener 14 cuerpos de cámara diferentes y unos 60 objetivos, las celebradas lentes Zuiko, que se hicieron famosas por su pequeño tamaño y por batir algún récord de apertura para determinadas distancias focales. 
Durante la década de los 70, el sistema OM fue muy bien acogido por fotógrafos profesionales; sin embargo, unos años después, la compañía no supo responder a un mercado que demandaba sistemas autofocus. Las cámaras OM quedaron de este modo estancadas y en la década de los 80 y 90 la fotografía réflex en 35mm fue el coto casi privado de Nikon y Canon. Durante ese tiempo Olympus se especializó en fabricar máquinas compactas de elevada calidad y diseño refinado; no obstante, los profesionales abandonaron la marca. 
Con la llegada de la fotografía digital, Olympus volvió a subirse al carro de las grandes cámaras pensadas para grandes fotógrafos. En 2001 lanzó la E-10, una digital de 4 megapixeles y anticipo de lo que vendría dos años más tarde, en 2003 con el sistema Cuatro Tercios.
En 2021 Olympus vendió su sección de fotografía, audio y binoculares a un fondo de inversión japonés, JIP, que creó una nueva empresa llamada OM Digital Solutions para continuar con el legado fotográfico de Olympus.

## Sistema Cuatro Tercios
Los ingenieros de Olympus se replantearon de cero la concepción de la cámara réflex tras la revolución digital. En lugar de adaptar los objetivos de las cámaras químicas, diseñaron desde cero un nuevo sistema basado en un captador de luz (CCD) de nuevo cuño llamado "Four Thirds" o Cuatro Tercios por sus proporciones. El sensor tiene un tamaño muy reducido, cuya diagonal se aproxima bastante a la mitad de la de un fotograma en 35mm. Se establece así un factor de conversión de 2x  lo que permite calcular fácilmente  las equivalencias de las distancias focales del sistema con las de 35 mm. De este modo, un teleobjetivo de 150mm del sistema Cuatro Tercios ofrecería un ángulo de visión equivalente a uno de 300mm en paso universal. El reducido tamaño del captador ha permitido que las ópticas sean más compactas y transportables.
En 2003 fue lanzado el primer cuerpo del sistema E-1, con 5 megapíxeles de resolución en el CCD y diseñada para profesionales. Junto a ella Olympus presentó una nueva gama de objetivos Zuiko pensados para el sistema. Al año siguiente fue presentada la Olympus E-300, una peculiar réflex muy compacta con visor tipo Porro. En 2005 salió al mercado la Olympus E-500, destinada a aficionados avanzados. En 2006 se lanzó la Olympus E-400, la cámara réflex más pequeña y ligera del mercado en aquel momento. Durante el 2007 Olympus amplió la gama de cuerpos disponibles con la Olympus E-410, la Olympus E-510 y la Olympus E-3. En mayo de 2008 Olympus sacó una nueva SLR, la Olympus E-520. En enero de 2009 Olympus saca al mercado una nueva cámara, la E-620. 
|             | 2003 | 2003 | 2003 | 2003 | 2004 | 2004 | 2004  | 2004  | 2005  | 2005  | 2005  | 2005  | 2006  | 2006  | 2006  | 2006  | 2007  | 2007  | 2007  | 2007  | 2008  | 2008  | 2008  | 2008  | 2009  | 2009  | 2009  | 2009  | 2010  | 2010  | 2010  | 2010  |
| 1           | 2    | 3    | 4    | 1    | 2    | 3    | 4     | 1     | 2     | 3     | 4     | 1     | 2     | 3     | 4     | 1     | 2     | 3     | 4     | 1     | 2     | 3     | 4     | 1     | 2     | 3     | 4     | 1     | 2     | 3     | 4     |       |
| Profesional |      | E-1  | E-1  | E-1  | E-1  | E-1  | E-1   | E-1   | E-1   | E-1   | E-1   | E-1   | E-1   | E-1   | E-1   | E-1   | E-1   | E-1   | E-1   | E-3   | E-3   | E-3   | E-3   | E-3   | E-3   | E-3   | E-3   | E-3   | E-3   | E-3   | E-3   | E-3   |
| Profesional |      |      |      |      |      |      |       |       |       |       |       |       |       |       |       |       |       |       |       |       |       |       | E-30  |       |       |       |       |       |       |       |       |       |
| Intermedio  |      |      |      |      |      |      |       |       |       |       |       |       |       |       |       |       |       |       |       |       |       |       |       |       | E-620 | E-620 | E-620 | E-600 | E-600 | E-600 | E-600 | E-600 |
| Intermedio  |      |      |      |      |      |      |       |       |       |       | E-500 | E-500 | E-500 | E-500 | E-500 | E-500 | E-510 | E-510 | E-510 | E-510 | E-510 | E-520 | E-520 | E-520 | E-520 | E-520 | E-520 | E-520 | E-520 | E-520 | E-520 | E-520 |
| Iniciación  |      |      |      |      |      |      | E-300 | E-300 | E-300 | E-300 | E-300 | E-300 | E-330 | E-330 | E-330 | E-330 | E-330 | E-330 | E-330 | E-330 |       |       |       |       | E-450 | E-450 | E-450 | E-450 | E-450 | E-450 | E-450 | E-450 |
| Iniciación  |      |      |      |      |      |      |       |       |       |       |       |       |       |       | E-400 | E-400 | E-410 | E-410 | E-410 | E-410 | E-410 | E-420 | E-420 | E-420 | E-420 | E-420 | E-420 | E-420 | E-420 | E-420 | E-420 | E-420 |

Fondo verde representa las cámaras que tienen estabilizador de imagen en cuerpo.

## Falsificación de cuentas
En 2012 fueron detenidos el expresidente de Olympus, Tsuyoshi Kikukawa, su antiguo vicepresidente, Hisashi Mori, el exauditor Hideo Yamada y uno de los anteriores ejecutivos financieros, Akio Nakagawa. Junto a ellos, La Policía Metropolitana de Tokio arrestó a tres responsables de un fondo de inversión acusados de falsear las cuentas de la empresa.
Kikukawa, Yamada y Mori reconocieron a la policía que ocultaron pérdidas de 1.130 millones de euros en connivencia con los contables. Por ese motivo, Olympus ha demandado a su anterior presidente y a otros 18 ejecutivos implicados en la estafa, incluyendo a su actual responsable, Shuichi Takayama.
La Bolsa de Tokio retiró el 21 de enero la designación de «valor bajo supervisión» por el de «valor en estado de alerta». De hecho, Olympus estuvo a punto de ser expulsada del parqué porque tenía de plazo hasta mediados de diciembre para presentar sus balances de cuentas corregidos de los últimos cinco años fiscales.

## Otras actividades
Desde sus comienzos, Olympus ha fabricado otros dispositivos ópticos tales como microscopios de precisión para uso médico, herramientas para pruebas de ultrasonidos no-destructivas, cámaras de alta velocidad, útiles y herramientas ópticas para cirugía, etc. La compañía fue, asimismo, la inventora del Microcasete. Aparte de esto Olympus ha sido una multinacional.